# Astarte (musikgrupp)
Astarte är ett kvinnligt black metal-band from Aten i Grekland som fick sitt namn efter gudinnan Astarte.

## Historia
Astarte bildades under namnet Lloth i september 1995 i Aten i Grekland. Originalmedlemmarna var Maria "Tristessa" Kolokouri (bas, gitarr, keyboard), som så småningom blev bandets sångare, Nemesis (gitarr) och Kinthia (sång, gitarr). På demon Dancing in the Dark Lakes of Evil som släpptes 1997 under namnet Lloth, spelade Psychoslaughter från det grekiska bandet Invocation trummor. Kort därefter bytte bandet namn till Astarte efter den semitiska fruktbarhetsgudinnan med samma namn.
Bandets debutalbum, Doomed Dark Years, släpptes 1998 på Black Lotus Records där bandet sedan släppte ytterligare två album. Efter att Nemesis och Kinthia lämnat bandet och ersatts av Katharsis (keyboard) och Hybris (gitarr), släpptes två album på Avantgarde Music. Astarte medverkade också på albumet Order of the Tyrants, ett hyllningsalbum till Celtic Frost, med låten "Sorrows Of The Moon".
Den 30 december 2013 publicerade Maria Kolokouris make, Nick Maiis, ett uttalande där det avslöjades att hon hade cancer och var allvarligt sjuk. Den 9 augusti 2014 kom ett nytt uttalande där Maiis meddelade att Maria hade besegrat leukemin men att hon på grund av sjukdomsorsakade komplikationer hade blivit sämre och inte väntades överleva dagen. Kort därefter postades ett inlägg på Tristessas Facebooksida med information om att hon hade dött.
Den 10 augusti 2014 meddelade Metal Archives att Astarte hade splittrats efter Tristessas död, eftersom hon var bandets ledare och den enda medlemmen som varit med sedan början av Astartes nästan 20 år långa karriär.
I september 2014 meddelade de kvarvarande bandmedlemmarna att de skulle återförenas och ta tillbaka det ursprungliga bandnamnet Lloth. Tillsammans med några medlemmar från bandets tidiga dagar skulle de släppa ett nytt album till minne av Tristessa. Bandet avslöjade också en ny logotyp där fokus ligger på bokstaven "t" i Lloth, som en hyllning till Tristessa.

## Medlemmar
- Derketa – keyboard
- Nikos "Ice" Asimakis – trummor
- Lycon – studiogitarr, bas
- Hybris – gitarr (2003–2014)

### Tidigare medlemmar
- Maria "Tristessa" Kolokouri – bas, gitarr, keyboard (1995–2014), sång (2003–2014†)
- Nemesis – gitarr (1995–2003)
- Kinthia – gitarr, sång (1995–2003)
- Katharsis – keyboard (2003–2008)
- Psychoslaughter/Aithir – studiotrummis (1995–1997)
- Stelios Darakis – trummor
- Stelios Mavromitis – gitarr
- SIC – sång

## Diskografi
Lloth
- Dancing in the Dark Lakes of Evil (1997)

Astarte
- Doomed Dark Years (1998), Black Lotus Records
- Rise From Within (2000), Black Lotus
- Quod superius sicut inferius (2002), Black Lotus
- Sirens (2004), Avantgarde Music
- Demonized (2007), Avantgarde Music

### Gästartister
- Spiros Antoniou från Septic Flesh ("Astarte" på albumet Quod superius sicut inferius)
- SIC från Lloth ("Bitterness of Mortality (Mecoman)" på albumet Sirens)
- Shagrath från Dimmu Borgir ("The Ring (of Sorrow)" på albumet Sirens)
- Sakis Tolis från Rotting Christ ("Oceanus Procellarum (Liquid Tomb)" på albumet Sirens)
- Attila Csihar från Mayhem ("Lycon" på albumet Demonized)
- SIC från Lloth ("God Among Men" på albumet Demonized)
- Henri Sattler från God Dethroned ("Queen of the Damned" på albumet Demonized)
- Angela Gossow från Arch Enemy ("Black at Heart" på albumet Demonized)